# Druhé vojenské mapování

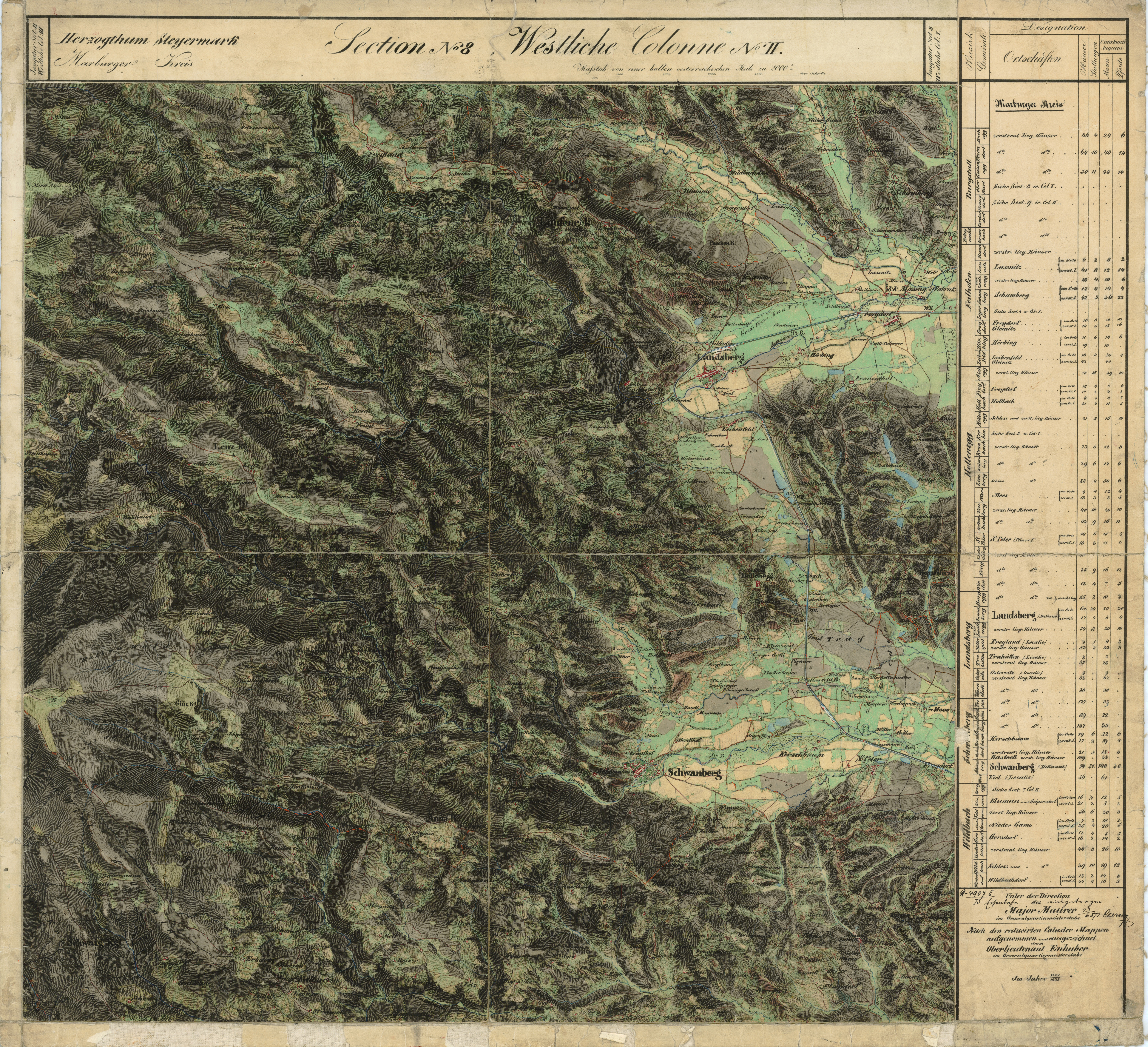
Mapový list W-8-II v schöcklbergském souřadnicovém systému zachycující Deutschlandsberg a Schwanberg (Štýrsko)

Druhé vojenské mapování (také Františkovo) probíhalo v letech 1806 až 1869 na území Rakouského císařství (později Rakouska-Uherska). Mapování bylo zahájeno roku 1806 na základě rozkazu císaře Františka II. Důvodem byla potřeba aktuálnějších map pro vojenské účely, které by nahradily mapy I. vojenského mapování. Mapováním byl pověřen Generalquartiermeisterstab (štáb generálního ubytovatele), konkrétně při něm nově vzniklá triangulační kancelář. Měření prováděli vojenští triangulátoři a topografové. Měřítko pro mapování bylo zvoleno 1 : 28 800, což odpovídalo 400 vídeňským sáhům nebo 1000 vojenským pochodovým krokům. Okolí velkých měst nebo vojensky významných objektů bylo mapováno v měřítku 1 : 14 400.

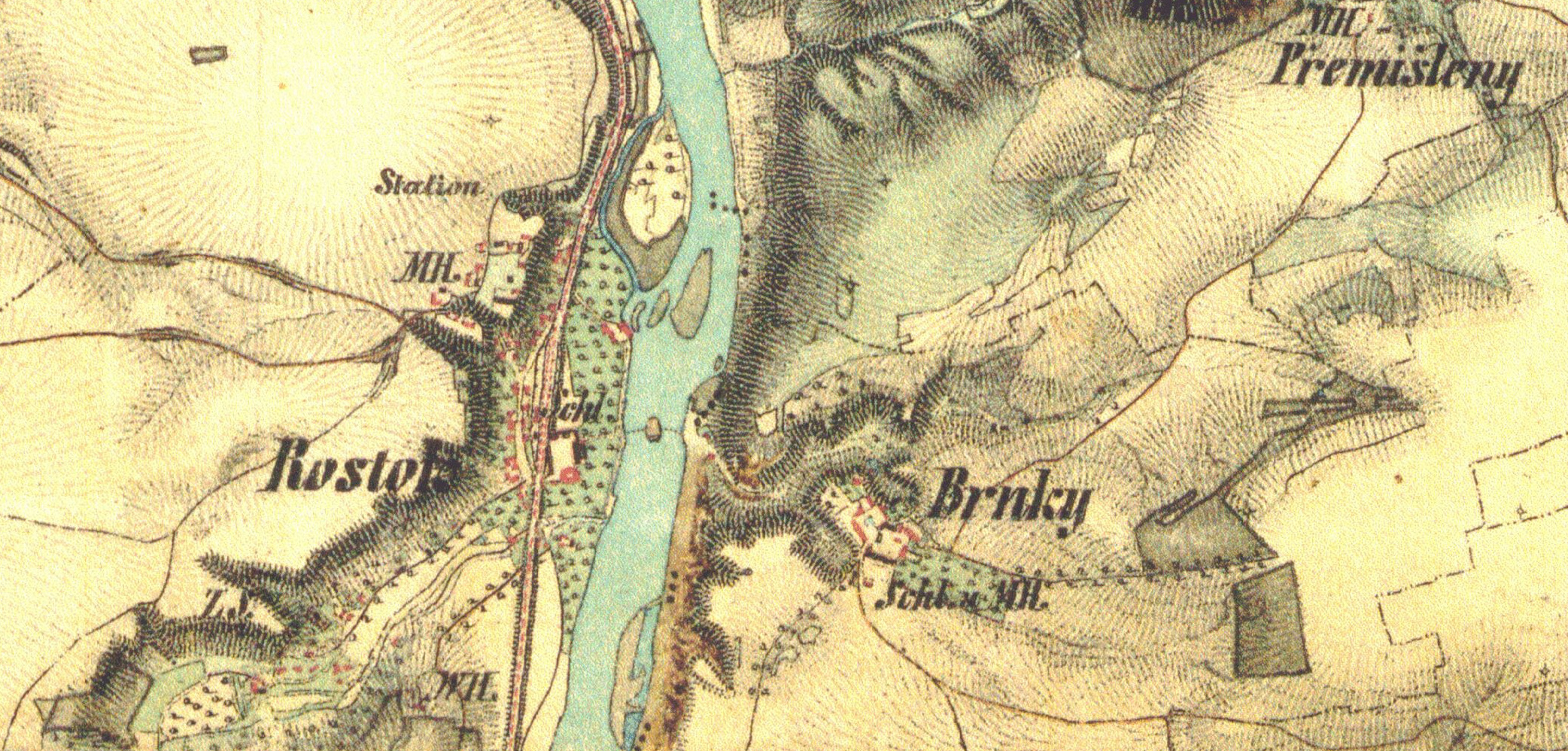
Roztoky, Brnky a Přemyšlení na mapě II. vojenského mapování – tzv. Františkova – z let 1836–1852 (měřítko 1: 28 800).

Mapy II. vojenského mapování jsou zobrazeny také jako „Historická mapa“ (nyní „Z 19. století“) na mapách.cz.

## Geodetické a kartografické základy
Monarchie byla proložena sítí trigonometrických bodů, kde jednotlivé trojúhelníky byly považovány za rovinu.
Trigonometrické body byly stabilizovány opracovaným kamenem o výšce 5 vídeňských stop (cca 1,5 m) a šířce 1 vídeňské stopy (cca 0,3 m) opatřeným zkráceným nápisem: Operatio astronomica trigonometrica imperante Francisco I. 1810 , případně kolíkem pro pozdější nahrazení kamenem. Jako trigonometrické body byly vybírány i trvalé body jako jsou např. kostelní věže. Vybrané trigonometrické body byly signalizovány dřevěnou pyramidou, centricky postavenou nad bodem. V roce 1811 došlo k přerušení triangulačních prací, které byly obnoveny po konci napoleonských válek v roce 1816.
Jedním z nejdůležitějších cílů II. vojenského mapování bylo souvisle zobrazit území celé monarchie. Toho mělo být dosaženo použitím příčného válcového Cassini-Soldnerova zobrazení s dotykovým poledníkem procházejícím trigonometrickým bodem ve věži katedrály sv. Štěpána ve Vídni. Použit měl být jediný souřadnicový systém pro celou monarchii – tzv. svatoštěpánský.
Původní mapová sekce o velikosti 24″ × 16″ (cca 63 × 48 cm; pozn. ″ – vídeňské palce, 1″ = 2,63 cm) zobrazovala území cca 216 km2. Sloupce byly značeny od západu na východ velkými písmeny abecedy, později římskými číslicemi a vrstvy byly číslovány arabskými číslicemi od severu k jihu.
V roce 1817 byly zahájeny práce pro mapování stabilního katastru. I tuto triangulaci prováděli vojenští triangulátoři. V místech, kde již bylo dokončeno nebo probíhalo mapování stabilního katastru, bylo rozhodnuto o využití těchto výsledků pro tvorbu map II. vojenského mapování. Takto vyhotovené mapy byly vytvořeny dle tzv. modifikované technologie.
Využitím výsledků mapování stabilního katastru nebylo možné splnit jeden z původních požadavků, tj. zobrazit celé území tehdejšího Rakouského císařství v jednotném souřadném systému svatoštěpánském. Stejně jako pro mapování stabilního katastru bylo zvoleno příčné válcové Cassini-Soldnerovo zobrazení ekvidistantní v dotykovém poledníku a kartografických polednících na Zachově elipsoidu.

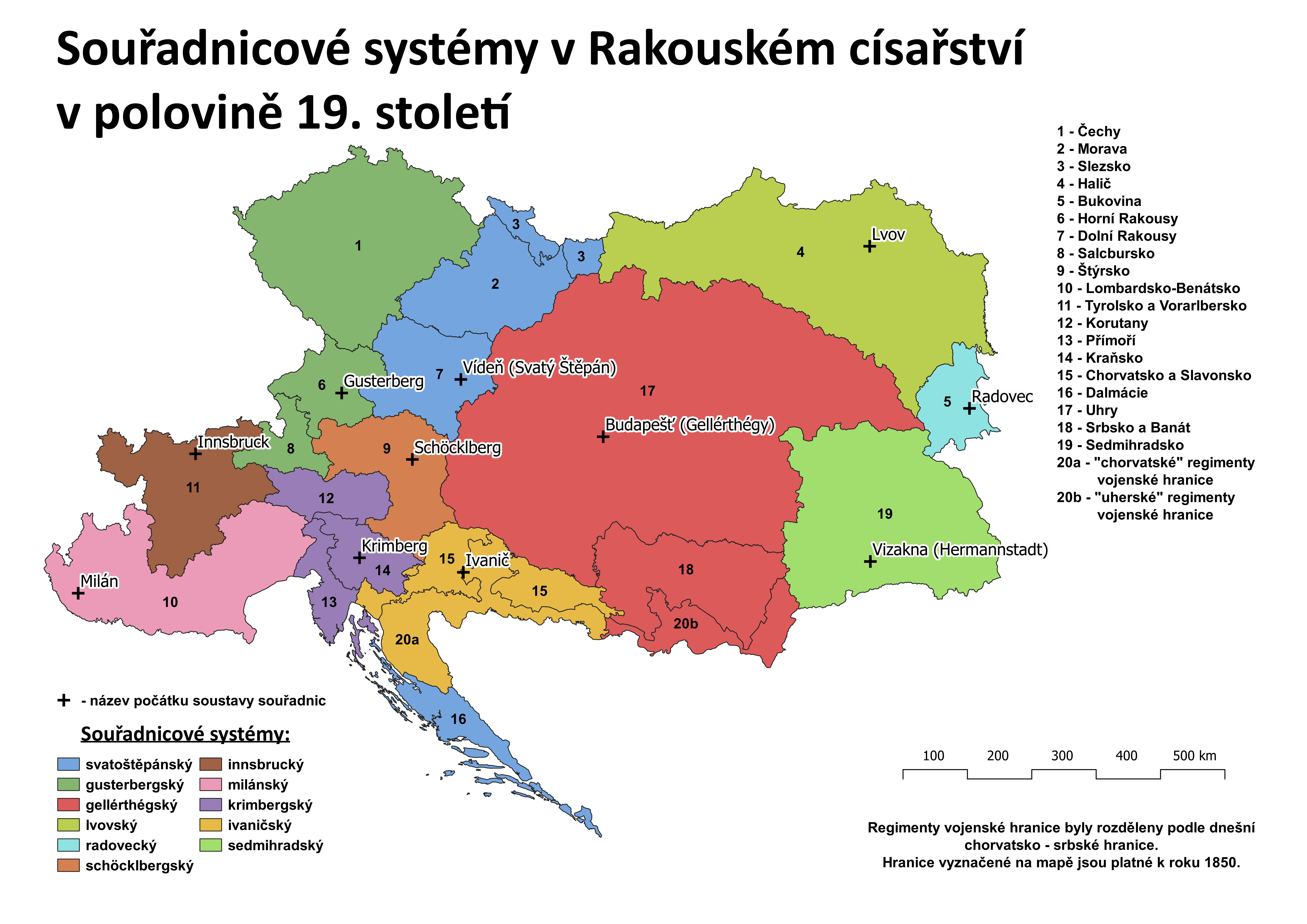
Souřadnicové systémy v Rakouském císařství v polovině 19. století. Tyto souřadnicové systémy byly použity při vyhotovování map stabilního katastru a také map II. vojenského mapování.

Přehled souřadnicových systémů a zemí, ke kterým se vztahoval:
- svatoštěpánský – Dolní Rakousy, Morava, Slezsko, Dalmácie
- gusterberský – Horní Rakousy, Čechy, Salcbursko
- innsbrucký – Tyrolsko a Vorarlbersko
- schöcklberský – Štýrsko
- krimberský – Korutany, Kraňsko a Přímoří (jako Illyrské království)
- lvovský – Halič
- radovecký – Bukovina
- milánský – Lombardie, Benátsko, Modena, Parma
- ivaničský – Chorvatsko, Slavonsko a šest hraničních regimentů vojenské hranice
- budínský (gellérthegský) – Uhry (kromě Sedmihradska) a zbývající regimenty vojenské hranice
- „sedmihradský“ (nebyl převzat z mapování stabilního katastru) – Sedmihradsko

Po využití modifikované technologie se mapová sekce změnila. Sloupce (Colonne) rovnoběžné s osou X byly značeny římskými číslicemi od souřadnicové osy směrem na východ (O – ostliche Colonne – východní sloupec) a na západ (W – westliche Colonne – západní sloupec). Vrstvy (Schichte, Sectione) rovnoběžné s osou Y byly číslovány arabskými číslicemi od severu k jihu. Využitím výsledků mapování stabilního katastru se změnila velikost mapového listu. Jednotlivé mapové listy o velikosti 20´´× 20´´ (cca 52 × 52 cm), kde jednotlivý mapový list zobrazoval plochu čtyř fundamentálních listů stabilního katastru (2 × 2 fundamentální listy, každý s hranou 1 rakouská míle, v metrické soustavě 15,2 × 15,2 km) zobrazoval území cca 230 km2.

## Mapovací práce
Po ukončení trigonometrických prací v dané zemi bylo zahájeno vlastní topografické mapování. Jako první bylo mapováno Horní a Dolní Rakousko a Salcbursko.
Z počátku byly práce z důvodu probíhajících napoleonských válek často přerušovány a odkládány. V roce 1810 bylo mapování přerušeno a nahrazeno revizí I. vojenského mapování, ukázalo se však, že I. vojenské mapování je již nevyhovující a vyhovující podklady pro mapu monarchie dokáže zajistit pouze nové mapování.
Mapování bylo prováděno metodou měřického stolu, kdy do sítě vojenské triangulace byly grafickým protínáním, krokováním nebo odhadem zakreslovány prvky polohopisu, a to na mapových listech nalepených na desce měřického stolu.
Vzhledem k tomu, že přibližně ve stejném období probíhalo mapování stabilního katastru, bylo přijato inovativní rozhodnutí, využít výsledky mapování stabilního katastru pro vyhotovení map II. vojenského mapování, které mapovací práce zefektivnilo, urychlilo a v konečném důsledku také zlevnilo. Polohopis stabilního katastru v měřítku 1 : 2 880 byl pantograficky zmenšen do měřítka 1 : 28 800. Vzhledem k tomu, že mapování stabilního katastru probíhalo nedlouho předtím, případně zároveň, byl zakreslen téměř aktuální polohopis a topograf pouze doplnil objekty nevyjádřené v katastrální mapě a upravil přejaté objekty podle značkového klíče. 
Vlastní mapování probíhalo v terénu v teplých měsících roku, po zbytek roku byly mapové listy kolorovány. Při využití původní technologie topograf zmapoval ročně 230–345 km2, při využití tzv. modifikované technologie (s využitím výsledků mapování stabilního katastru) topograf zmapoval až 690 km2, přičemž náklady na zmapování 1 čtvereční míle klesly z původních 250 na 120 zlatých.
Podle původní technologie byly mapovány Horní a Dolní Rakousy, Salcbursko, Tyrolsko, Uhry, italská území monarchie, později i Sedmihradsko, ale např. i některé samostatné italské státy – Modena, Parma, Království Obojí Sicílie. Území českých zemí, Štýrska, Lombardsko-benátského království, Illyrského království, Dalmácie a Bukoviny byla zmapována s využitím výsledků mapování stabilního katastru. Přesto však zůstala některá území Uher, Sedmihradska a Bukoviny nezmapována. Tato území byla zmapována až v rámci následujícího III. vojenského mapování.

## Mapový list a obsah map

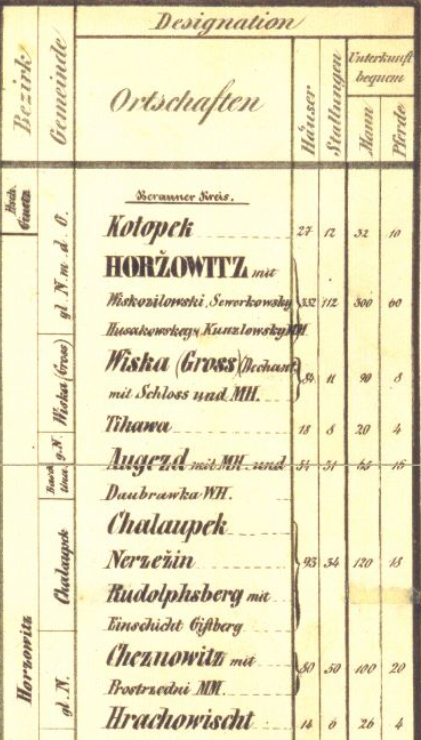
Výřez z mapového listu W-10-II (Gusterberg) – seznam obcí

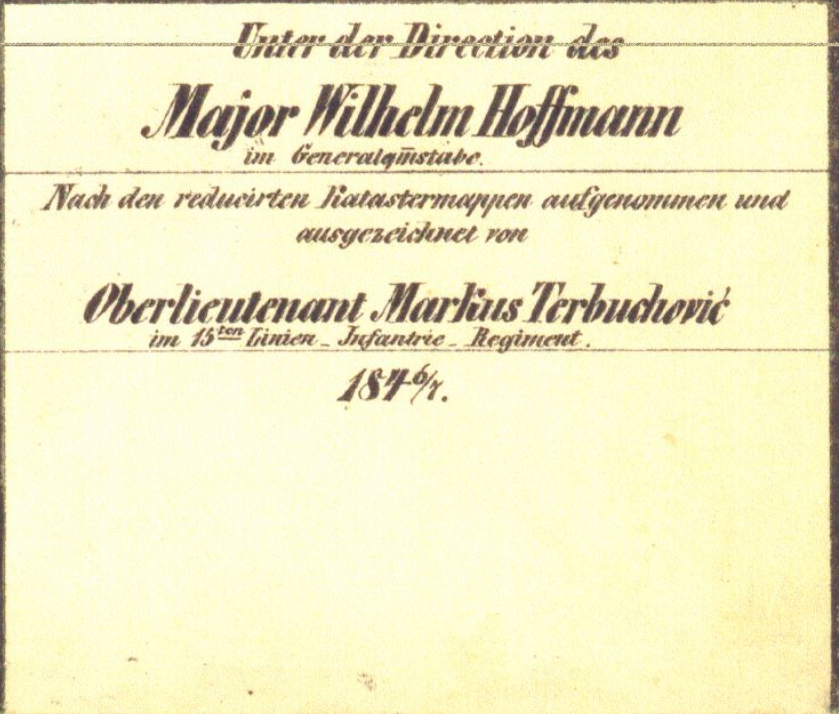
Výřez z mapového listu W-10-II (Gusterberg) – informace o vedoucím prací, o využití výsledků stabilního katastru, topografech a letopočet

Každý mapový list se skládá z vlastního mapového okna a mimorámových údajů, které obsahují informace o umístění mapového listu – nahoře uprostřed jeho klad (řada, sloupec), v levém horním rohu označení země a jejich částí (např. kraje), které jsou v mapovém okně zobrazeny. Nad pravým horním rohem mapového okna se nachází grafické měřítko.
Co činí II. vojenské mapování zajímavým i z jiného hlediska, než je samotná mapa, je sloupec po pravé straně celého mapového listu. Obdobně jako u I. vojenského mapování obsahuje sloupec soupis všech obcí a osad, které se na mapovém listu vyskytují a jejich příslušnost do tehdejších panství, vše navíc děleno podle příslušnosti jednotlivých obcí do zemských krajů. Další dva sloupce obsahují informace o počtu domů a stájí v dané obci. Poslední dva sloupce obsahovaly pro armádu zajímavé informace o tom, kolik mužů a koní lze v obci pohodlně ubytovat. Pod tímto sloupcem byla uvedena informace o vedoucím mapovacích prací, topografech a letopočet mapování.

### Polohopis
Polohopis na mapách II. vojenského mapování poskytuje velké množství informací. Zaznamenáno bylo množství různých typů staveb, komunikací, vodstva, půdního pokryvu a nerostných zdrojů včetně hranic. Mapové listy byly kolorovány.
Stavby byly zastoupeny různými typy objektů – kromě staveb jako jsou domy, kostely či hřbitovy, to byly nejrůznější typy mlýnů a jiných průmyslových objektů (slévárny, puškárny, hamry, cihelny, …), a další stavby jako jsou zájezdní hostince, myslivny, pošty, telegrafní stanice nebo kříže u silnic. Zděné budovy byly znázorněny červeně, dřevěné stavby (tzv. spalné) byly znázorněny černě.
Komunikace a vodstvo byly taktéž hojně zaznamenávány, a to z důvodu znázornění prostupnosti terénu armádou. Bylo rozlišováno 11 různých typů komunikací (např. císařské silnice, zemské cesty atd, až po pěšiny). Topograf zaznamenával také údaje o sjízdnosti komunikací a o jejich okolí (např. stromořadí či příkopy). U komunikací vysokých řádů mohl být na krajích mapového listu zapsán i její směr. Ke komunikacím lze přiřadit i železnice, k jejichž velkému rozmachu v polovině 19. století docházelo, a proto mohly být v některých případech dokreslovány i dodatečně.
Vodstvo bylo také zastoupeno dlouhým výčtem prvků – od pramenů, přes dešťové a bažinné potoky až po řeky. Byl též vyznačován směr proudu. Z vodních ploch byly zakreslovány rybníky, jezera či laguny. Na jejich okrajích byl rozlišen i typ břehu. Vodní toky a okraje vodních ploch byly zakresleny tmavěmodře, vodní plochy světlemodře.
Důležitým místem pro pohyb armády byly i mosty, brody a přívozy. Mostů bylo rozlišováno 14 typů, od těch nejmohutnějších až po můstky a lávky. Brody, přívozy a některé menší typy mostů byly rozlišovány podle toho, zda slouží pro pěší anebo i pro koně.
Z dalších prvků polohopisu byly zakreslovány louky světlezeleně, pastviny světle zelenomodře, zahrady tmavozeleně, okraje lesů šedohnědě a plochy lesů šedozeleně a skály hnědě. 

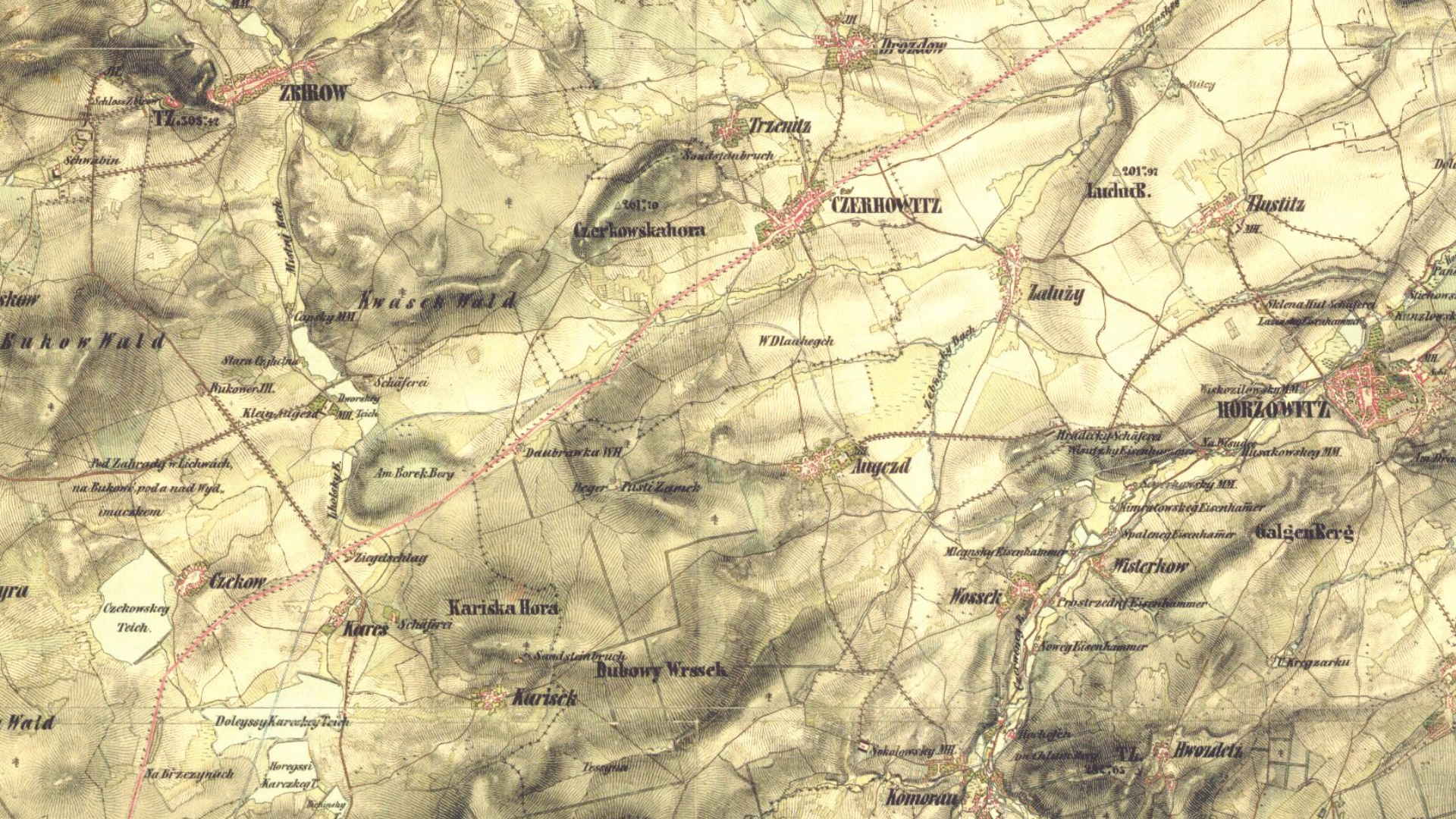
Ukázka mapové kresby z mapového listu W-10-II (Gusterberg)

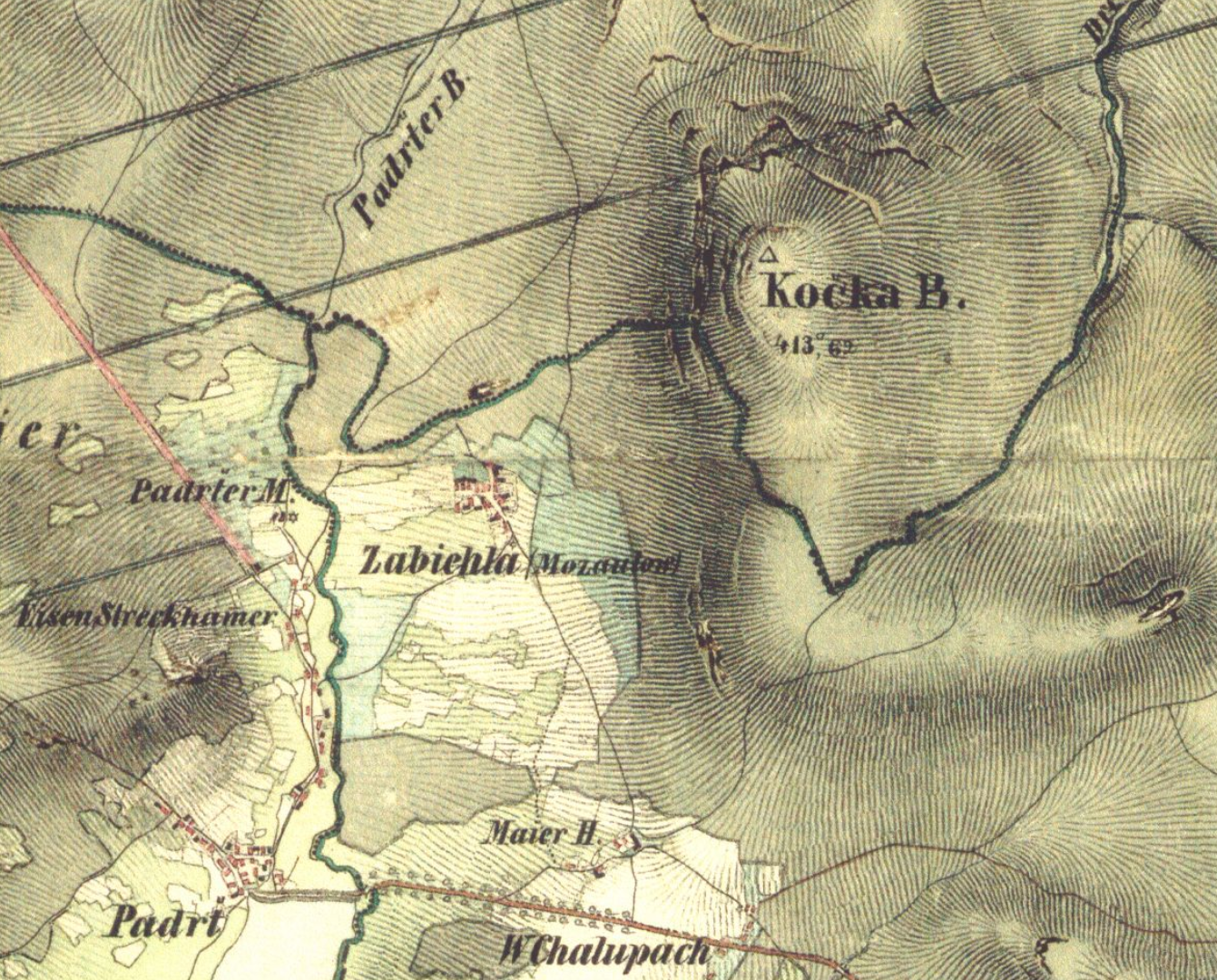
Výřez z mapového listu W-11-II (Gusterberg) – Znázornění výškopisu a popis. Uveden název hory (Kočka B.) a její výška ve vídeňských sázích

### Výškopis
Výškopis je na mapách II. vojenského mapování znázorněn kótami (ve vídeňských sázích s přesností na 2 desetinná místa, doplněn je název trigonometrického bodu) a šrafami podle upravené Lehmannovy stupnice. Hustota šraf je závislá na sklonu svahu (čím větší je sklon terénu, tím hustší šrafy jsou), což vytváří dojem plasticity terénu, ale zároveň graficky zatěžuje mapovou kresbu. Veškerý výškopis byl zakreslen černě.

### Popis
Popis byl na mapách znázorněn černě a byl psán německy, resp. poněmčeně. Zakreslovány byly názvy sídel, jejich částí, názvy vodních toků a vodních ploch, názvy kót a pomístní názvy, včetně dělení lesních ploch do revírů. Pro často vyskytující se slova byly v názvech užívány zkratky.

## Výsledky II. vojenského mapování
II. vojenské mapování probíhalo mezi lety 1806–1869, mapování nebylo dokončeno (malá část území zůstala nezmapována). II. vojenské mapování bylo výjimečným dílem, jednalo se o první mapování v habsburské monarchii založené na matematickém základě a v jeho průběhu došlo k několika inovativním počinům. Vzhledem k nákladnosti a zdlouhavosti mapování nebyl splněn jeden z původních cílů, zobrazit souvisle celé území Rakouského císařství v jednom souřadnicovém systému. 
Mapy v měřítku 1 : 28 800 byly velmi přísně utajovány. Pro území Čech bylo vyhotoveno 267 mapových listů a pro území Moravy a Slezska 146 listů. 
Výsledkem mapovacích prací II. vojenského mapování nebyly pouze mapy v měřítku 1 : 28 800, ale již záhy po zahájení mapování byla na návrh tehdejšího náčelníka štábu, generála Radeckého, vyhotovena a uvolněna pro veřejnost Speciální mapa Sedmihradska v měřítku 1 : 144 000, ostatní Speciální mapy následovaly podle postupu mapování v jednotlivých zemích. Dále měla být vyhotovena Generální mapa v měřítku 1 : 288 000.
Pro české země byly vyhotoveny:
- Speciální mapa Království českého (38 listů, vydáno 1847–1860, měřítko 1 : 144 000),
- Speciální mapa Markrabství moravského a části Vévodství slezského (19 listů, 1844, měřítko 1 : 144 000),
- Generální mapa Království českého (4 listy, vydáno 1865, měřítko 1 : 288 000),
- Generální mapa Markrabství moravského a částí Vévodství slezského (4 mapové listy, vydáno 1846, měřítko 1 : 288 000)

Utajování map v měřítku 1 : 28 800, spolu s nedostatečným vybavením velitelů mapami, kdy speciální mapu v měřítku 1 : 144 000, navíc se zastaralým obsahem, měli jen nejvyšší velitelé, velmi zhoršilo v roce 1866 postavení rakouských vojsk ve válce s Pruskem. Po válce bylo proto rozhodnuto o zahájení nového, tzv. III. vojenského mapování.
Dnes jsou originály map II. vojenského mapování uloženy v mapové sbírce Rakouského státního archivu – Válečného archivu ve Vídni (Österreichisches Staatsarchiv – Kriegsarchiv Wien, Kartensammlung.).
Souvislý rastr mapových listů v měřítku 1 : 28 800 pro Čechy, Moravu a Slezsko je od roku 2007 volně k dispozici na portále Mapy.cz jako volitelný podklad. Chybí jen list Fulnek s okolím a území připojená k českým zemím až později (Valticko, Hlučínsko atd.). Naopak je součástí rastru celé Těšínsko.